# Stowarzyszone funkcje Legendre’a
Stowarzyszone funkcje Legendre’a (stowarzyszone wielomiany Legendre’a) – funkcje {\displaystyle P_{l}^{m}(x)} zmiennej rzeczywistej {\displaystyle x\in [-1,1],} będące kanonicznymi rozwiązaniami równania różniczkowego Legendre’a
{\displaystyle \left[(1-x^{2}){\frac {d^{2}}{dx^{2}}}-2x{\frac {d}{dx}}+\lambda -{\frac {m^{2}}{1-x^{2}}}\right]f(x)=0,}
gdzie {\displaystyle \lambda ,m} – parametry równania.
Równanie to ma niezerowe i nieosobliwe rozwiązania tylko dla liczb całkowitych {\displaystyle \lambda ,m,} takich że
(1) {\displaystyle \lambda =l(l+1)} oraz
(2) {\displaystyle l,m} są liczbami całkowitymi, takimi że {\displaystyle 0\leqslant m\leqslant l.}
Funkcje te są związane z wielomianami Legendre’a {\displaystyle P_{l}(x)} zależnością
{\displaystyle P_{l}^{m}(x)=(-1)^{m}(1-x^{2})^{m/2}{\frac {d^{m}}{dx^{m}}}P_{l}(x).}
Stowarzyszone funkcje Legendre’a stanowią zasadniczą część tzw. harmonik sferycznych.

## Ogólne rozwiązanie równania Legendre’a
Ogólne rozwiązanie {\displaystyle f(x)} można wyrazić za pomocą kombinacji liniowej dwóch lub większej liczby funkcji {\displaystyle P_{l}^{m}(x)} o różnych wartościach parametrów {\displaystyle l,m.} Zazwyczaj rozwiązanie takie znajduje się żądając, aby były spełnione odpowiednie warunki początkowe lub brzegowe.

## Przykłady wielomianów Legendre’aPlm(x){\displaystyle P_{l}^{m}(x)}
Kilka pierwszych stowarzyszonych wielomianów Legendre’a, włączając te z ujemnymi wartościami {\displaystyle m,} są następujące:
(0)
{\displaystyle P_{0}^{0}(x)=1}
(1)
{\displaystyle {\begin{alignedat}{1}&P_{1}^{-1}(x)\ &=-{\tfrac {1}{2}}P_{1}^{1}(x)\\&P_{1}^{0}(x)\ &=x\\&P_{1}^{1}(x)\ &=-(1-x^{2})^{1/2}\end{alignedat}}}
(2)
{\displaystyle {\begin{alignedat}{1}&P_{2}^{-2}(x)\ &={\tfrac {1}{24}}P_{2}^{2}(x)\\&P_{2}^{-1}(x)\ &=-{\tfrac {1}{6}}P_{2}^{1}(x)\\&P_{2}^{0}(x)\ &={\tfrac {1}{2}}(3x^{2}-1)\\&P_{2}^{1}(x)\ &=-3x(1-x^{2})^{1/2}\\&P_{2}^{2}(x)\ &=3(1-x^{2})\end{alignedat}}}
(3)
{\displaystyle {\begin{alignedat}{1}&P_{3}^{-3}(x)\ &=-{\tfrac {1}{720}}P_{3}^{3}(x)\\&P_{3}^{-2}(x)\ &={\tfrac {1}{120}}P_{3}^{2}(x)\\&P_{3}^{-1}(x)\ &=-{\tfrac {1}{12}}P_{3}^{1}(x)\\&P_{3}^{0}(x)\ &={\tfrac {1}{2}}(5x^{3}-3x)\\&P_{3}^{1}(x)\ &=-{\tfrac {3}{2}}(5x^{2}-1)(1-x^{2})^{1/2}\\&P_{3}^{2}(x)\ &=15x(1-x^{2})\\&P_{3}^{3}(x)\ &=-15(1-x^{2})^{3/2}\end{alignedat}}}
(4)
{\displaystyle {\begin{alignedat}{1}&P_{4}^{-4}(x)\ &={\tfrac {1}{40320}}P_{4}^{4}(x)\\&P_{4}^{-3}(x)\ &=-{\tfrac {1}{5040}}P_{4}^{3}(x)\\&P_{4}^{-2}(x)\ &={\tfrac {1}{360}}P_{4}^{2}(x)\\&P_{4}^{-1}(x)\ &=-{\tfrac {1}{20}}P_{4}^{1}(x)\\&P_{4}^{0}(x)\ &={\tfrac {1}{8}}(35x^{4}-30x^{2}+3)\\&P_{4}^{1}(x)\ &=-{\tfrac {5}{2}}(7x^{3}-3x)(1-x^{2})^{1/2}\\&P_{4}^{2}(x)\ &={\tfrac {15}{2}}(7x^{2}-1)(1-x^{2})\\&P_{4}^{3}(x)\ &=-105x(1-x^{2})^{3/2}\\&P_{4}^{4}(x)\ &=105(1-x^{2})^{2}\end{alignedat}}}

## Funkcje Legendre’a wyrażone za pomocą kątaθ{\displaystyle \theta }

### FunkcjePlm(cos⁡θ){\displaystyle P_{l}^{m}(\cos \theta )}
Stowarzyszone funkcje Legendre’a są najbardziej użyteczne, gdy ich argument wyrazi się w funkcji kąta: podstawiając do równania Legendre’a (por. wstęp do artykułu) wielkość {\displaystyle x=\cos \theta } oraz używając relacji {\displaystyle (1-x^{2})^{1/2}=\sin \theta } otrzymuje się równanie różniczkowe zależne od dwóch parametrów {\displaystyle \lambda ,m} postaci
{\displaystyle \left[{\frac {d^{2}}{d\theta ^{2}}}+\operatorname {ctg} \theta {\frac {d}{d\theta }}+\lambda -{\frac {m^{2}}{\sin ^{2}\theta }}\right]\,f(\theta )=0.}
Rozwiązaniami tego równania są funkcje {\displaystyle P_{l}^{m}(\cos \theta )} zmiennej {\displaystyle \theta \in [0,\pi ]} takie że
{\displaystyle P_{l}^{m}(\cos \theta )=(-1)^{m}(\sin \theta )^{m}\ {\frac {d^{m}}{d(\cos \theta )^{m}}}P_{l}(\cos \theta ),}
gdzie {\displaystyle P_{l}(\cos \theta )} wielomianami Legendre’a z argumentem {\displaystyle x=\cos \theta ,} przy czym rozwiązania są nieosobliwe tylko gdy spełnione są warunki:
(1) {\displaystyle \lambda =l(l+1)} oraz
(2) {\displaystyle l,m} są liczbami całkowitymi, takimi że {\displaystyle 0\leqslant m\leqslant l.}

### Relacje ortogonalności
(1) Dla ustalonego {\displaystyle m} funkcje {\displaystyle P_{l}^{m}(\cos \theta )} z parametrem {\displaystyle \theta \in [0,\pi ]} są ortogonalne z wagą {\displaystyle \sin \theta }
{\displaystyle \int _{0}^{\pi }P_{k}^{m}(\cos \theta )P_{l}^{m}(\cos \theta )\,\sin \theta \,d\theta ={\frac {2(l+m)!}{(2l+1)(l-m)!}}\ \delta _{k,l},}
(2) Także, dla danego {\displaystyle l} mamy
{\displaystyle \int _{0}^{\pi }P_{l}^{m}(\cos \theta )\,P_{l}^{n}(\cos \theta )\operatorname {cosec} (\theta )\,d\theta ={\begin{cases}0&{\text{if }}m\neq n\\{\frac {(l+m)!}{m(l-m)!}}&{\text{if }}m=n\neq 0\\\infty &{\text{if }}m=n=0.\end{cases}}}

### Ogólne rozwiązanie
Ogólne rozwiązanie {\displaystyle f(\theta )} można wyrazić za pomocą kombinacji liniowej dwóch lub większej liczby funkcji {\displaystyle P_{l}^{m}(\cos \theta )} o różnych wartościach parametrów {\displaystyle l,m.} Zazwyczaj rozwiązanie takie znajduje się żądając, aby były spełnione odpowiednie warunki początkowe lub brzegowe.

## Przykłady stowarzyszonych funkcji Legendre’aPlm(cos⁡θ){\displaystyle P_{l}^{m}(\cos \theta )}
{\displaystyle {\begin{aligned}P_{0}^{0}(\cos \theta )&=1\\[8pt]P_{1}^{0}(\cos \theta )&=\cos \theta \\[8pt]P_{1}^{1}(\cos \theta )&=-\sin \theta \\[8pt]P_{2}^{0}(\cos \theta )&={\tfrac {1}{2}}(3\cos ^{2}\theta -1)\\[8pt]P_{2}^{1}(\cos \theta )&=-3\cos \theta \sin \theta \\[8pt]P_{2}^{2}(\cos \theta )&=3\sin ^{2}\theta \\[8pt]P_{3}^{0}(\cos \theta )&={\tfrac {1}{2}}(5\cos ^{3}\theta -3\cos \theta )\\[8pt]P_{3}^{1}(\cos \theta )&=-{\tfrac {3}{2}}(5\cos ^{2}\theta -1)\sin \theta \\[8pt]P_{3}^{2}(\cos \theta )&=15\cos \theta \sin ^{2}\theta \\[8pt]P_{3}^{3}(\cos \theta )&=-15\sin ^{3}\theta \\[8pt]P_{4}^{0}(\cos \theta )&={\tfrac {1}{8}}(35\cos ^{4}\theta -30\cos ^{2}\theta +3)\\[8pt]P_{4}^{1}(\cos \theta )&=-{\tfrac {5}{2}}(7\cos ^{3}\theta -3\cos \theta )\sin \theta \\[8pt]P_{4}^{2}(\cos \theta )&={\tfrac {15}{2}}(7\cos ^{2}\theta -1)\sin ^{2}\theta \\[8pt]P_{4}^{3}(\cos \theta )&=-105\cos \theta \sin ^{3}\theta \\[8pt]P_{4}^{4}(\cos \theta )&=105\sin ^{4}\theta \end{aligned}}}

## Zastosowania w fizyce

### Równania opisujące układy i pola o symetrii sferycznej
Stowarzyszone wielomiany Legendre’a są głównymi składnikami rozwiązań równań fizycznych w wielu sytuacjach, gdy układy i pola mają symetrią sferyczną. Np. równanie Schrödingera zapisane dla atomu wodoru, gdy na atom nie działa żadne pole zewnętrzne (np. pole magnetyczne) ma symetrię sferyczną. W takich sytuacjach wygodnie jest zapisać równanie różniczkowe w układzie współrzędnych sferycznych {\displaystyle r,\phi ,\theta } i rozwiązać je metodą separacji zmiennych. Część równania, która zostaje po odrzuceniu części radialnej zależnej od {\displaystyle r,} ma zwykle postać {\displaystyle \Delta \psi (\theta ,\phi )+\lambda \,\psi (\theta ,\phi )=0,} przy czym {\displaystyle \Delta } oznacza operator Laplace’a zapisany we współrzędnych sferycznych, przy założeniu stałości współrzędnej radialnej {\displaystyle r.} Rozwiązaniami tego równania są tzw. harmoniki sferyczne, będące iloczynami wielomianów Legendre’a (zależnych od kąta {\displaystyle \theta }) i funkcji zależnych od kąta {\displaystyle \phi .}

### RównanieΔψ+λψ=0{\displaystyle \Delta \psi +\lambda \psi =0}
Wielomiany Legendre’a stanowią główny składnik rozwiązania równania {\displaystyle \Delta \psi +\lambda \psi =0} określonego na powierzchni sfery dla zmiennych {\displaystyle \phi ,\theta .} Zapisując operator Laplace’a {\displaystyle \Delta } we współrzędnych sferycznych dla stałej współrzędnej radialnej {\displaystyle r,} równanie to przyjmie postać
{\displaystyle \left[{\frac {1}{\sin \theta }}{\frac {\partial }{\partial \theta }}\sin \theta {\frac {\partial }{\partial \theta }}+{\frac {1}{\sin ^{2}\theta }}{\frac {\partial ^{2}}{\partial \varphi ^{2}}}\right]\psi +\lambda \psi =0,}
które rozwiązuje się metodą separacji zmiennych, tj. przyjmując {\displaystyle \psi (\theta ,\phi )=X(\phi )\cdot Y(\theta ).} Otrzymuje się stąd dwa równania:
(1) równanie zależne od {\displaystyle \phi }
{\displaystyle {\frac {d^{2}X}{d\phi ^{2}}}+m^{2}X=0}
– jego rozwiązania są postaci {\displaystyle \sin(m\phi )} lub {\displaystyle \cos(m\phi ),} przy czym {\displaystyle m=0,\pm 1,\pm 2,\dots ,} aby rozwiązania były jednoznaczne dla powtarzających się wartości kąta co {\displaystyle 2\pi ,} tj. {\displaystyle X(\phi +2\pi m)=X(\phi ).}
(2) równanie zależne od {\displaystyle \theta }
{\displaystyle \left[{\frac {1}{\sin \theta }}{\frac {\partial }{\partial \theta }}\sin \theta {\frac {\partial }{\partial \theta }}\right]Y-\left[\lambda +{\frac {m^{2}}{\sin ^{2}\theta }}\right]\,Y=0}
– jego rozwiązaniami są wielomiany Legendre’a {\displaystyle P_{l}^{m}(\cos \theta )} mnożone przez dowolną stałą, przy czym {\displaystyle l\geqslant m} oraz {\displaystyle \lambda =l(l+1),} aby rozwiązania nie były osobliwe.
Równanie {\displaystyle \Delta \psi +\lambda \psi =0} posiada więc nieosobliwe rozwiązania tylko dla liczb {\displaystyle \lambda } takich że {\displaystyle \lambda =l(l+1),} przy czym rozwiązania te są proporcjonalne do
{\displaystyle P_{l}^{m}(\cos \theta )\ \cos(m\phi )\quad 0\leqslant m\leqslant l}
i
{\displaystyle P_{l}^{m}(\cos \theta )\ \sin(m\phi )\quad 0<m\leqslant l.}
Dla każdej liczby {\displaystyle l} mamy {\displaystyle 2\ell +1} funkcji o różnych wartościach {\displaystyle m} oraz dwie funkcje sin i cos. Funkcje te są ortogonalne zarówno dla różnych wartości liczb {\displaystyle \ell } oraz {\displaystyle m,} jeżeli całkuje się je po całej powierzchni sfery.
Rozwiązania te zapisuje się zwykle z użyciem zespolonej funkcji eksponencjalnej
{\displaystyle Y_{l}^{m}(\theta ,\phi )={\sqrt {\frac {(2l+1)(l-m)!}{4\pi (l+m)!}}}\ P_{l}^{m}(\cos \theta )\ e^{im\phi }\qquad -l\leqslant m\leqslant l.}
Funkcje {\displaystyle Y_{l}^{m}(\theta ,\phi )} nazywa się harmonikami sferycznymi; wielkość pod pierwiastkiem jest czynnikiem normalizacyjnym. Z powyższego wzoru wynika, że zależność między harmonikami sferycznymi o tych samych wartościach {\displaystyle l,} a przeciwnych wartościach {\displaystyle m,} spełnia zależność
{\displaystyle Y_{l}^{m\,*}(\theta ,\phi )=(-1)^{m}Y_{l}^{-m\,*}(\theta ,\phi ),}
gdzie {\displaystyle *} oznacza sprzężenie zespolone.